# Groupe de Heisenberg
En mathématiques, le groupe de Heisenberg d'un anneau unifère A (non nécessairement commutatif) est le groupe multiplicatif des matrices triangulaires supérieures de taille 3 à coefficients dans A et dont les éléments diagonaux sont égaux au neutre multiplicatif de l'anneau :
Originellement, l'anneau A choisi par Werner Heisenberg était le corps ℝ des réels. Le « groupe de Heisenberg continu », {\displaystyle H_{3}(\mathbb {R} )}, lui a permis d'expliquer, en mécanique quantique, l'équivalence entre la représentation de Heisenberg et celle de Schrödinger. On peut généraliser sa définition en géométrie symplectique.
Le « groupe de Heisenberg discret » {\displaystyle H_{3}(\mathbb {Z} )} correspond à l'anneau ℤ des entiers.
Le groupe de Heisenberg {\displaystyle H_{3}({\rm {F}}_{p})}, où p est un nombre premier, correspond au corps premier fini Fp = ℤ/pℤ. C'est un p-groupe fini, d'ordre p3.

## Structure de groupe
{\displaystyle H_{3}(A)} est un sous-groupe du groupe linéaire GL(3, A).
La loi sur A3 induite par la bijection
est :
C'est donc le produit semi-direct A⋉(A×A), le groupe additif A agissant sur le produit direct A×A par : a⋅(b, c) = (b, c + ab).
Par construction, A3 muni de cette loi est un groupe isomorphe à {\displaystyle H_{3}(A)}, dans lequel :
- les puissances n-ièmes sont données par {\displaystyle (a,b,c)^{n}=\left(na,nb,nc+{\frac {n(n-1)}{2}}ab\right)},
- le symétrique de {\displaystyle (a,b,c)} est {\displaystyle (-a,-b,-c+ab)}, donc
- le commutateur {\displaystyle \left[x,y\right]:=xyx^{-1}y^{-1}} de {\displaystyle x:=(a,b,c)} et {\displaystyle y:=(a',b',c')} est {\displaystyle (0,0,ab'-ba')}, donc
- le groupe dérivé et le centre sont égaux à 0×0×A.

Le groupe {\displaystyle H_{3}(A)} est par conséquent nilpotent de classe 2, donc non abélien (sauf si A est l'anneau nul, auquel cas le groupe est trivial).

## Groupe de Heisenberg continu
{\displaystyle H_{3}(\mathbb {R} )} est un groupe de Lie réel de dimension 3.
Le groupe de Heisenberg discret {\displaystyle H_{3}(\mathbb {Z} )} en est un réseau.

## Géométrie symplectique linéaire
Plus généralement, on peut associer un groupe de Heisenberg à tout espace vectoriel symplectique {\displaystyle (V,\omega )} ({\displaystyle \omega } est une forme bilinéaire non dégénérée alternée sur {\displaystyle V}). Le groupe de Heisenberg {\displaystyle H(V)} est l'espace topologique produit {\displaystyle V\times \mathbb {R} }, muni de la loi de groupe :
{\displaystyle (v_{1},t_{1})*(v_{2},t_{2})=\left(v_{1}+v_{2},t_{1}+t_{2}+{\tfrac {1}{2}}\omega (v_{1},v_{2})\right).}
Le groupe {\displaystyle H(V)} est une extension du groupe additif de {\displaystyle V}. L'algèbre de Lie de {\displaystyle H(V)} est l'espace vectoriel {\displaystyle h(V)=V\oplus \mathbb {R} }, muni du crochet de Lie
{\displaystyle [(v_{1},t_{1}),(v_{2},t_{2})]=(0,\omega (v_{1},v_{2})).}

## Groupe de Heisenberg discret
Le groupe {\displaystyle H_{3}(\mathbb {Z} )}, identifié à {\displaystyle \mathbb {Z} ^{3}} muni de la loi ci-dessus, est engendré par {\displaystyle x:=(1,0,0)} et {\displaystyle y:=(0,1,0)}. En faisant intervenir leur commutateur {\displaystyle z:=\left[x,y\right]=(0,0,1)}, on démontre qu'une présentation de ce groupe est donnée par trois générateurs {\displaystyle x,y,z} et trois relations : {\displaystyle z=xyx^{-1}y^{-1}}, {\displaystyle xz=zx} et {\displaystyle yz=zy}.
D'après le théorème de Bass, {\displaystyle H_{3}(\mathbb {Z} )} a une croissance (en) polynomiale d'ordre 4.

## Groupe de Heisenberg sur Fp
D'après sa structure (voir supra) :
- {\displaystyle H_{3}({\rm {F}}_{p})} a un centre d'ordre p et son quotient par ce centre est un p-groupe abélien élémentaire (isomorphe à (ℤ/pℤ)×(ℤ/pℤ)) : on dit que {\displaystyle H_{3}({\rm {F}}_{p})} est un p-groupe extra-spécial (en) ;
- ce quotient est aussi l'abélianisé de {\displaystyle H_{3}({\rm {F}}_{p})}.

### Casppremier impair
Le groupe {\displaystyle H_{3}({\rm {F}}_{p})} est le quotient de {\displaystyle H_{3}(\mathbb {Z} )=\mathbb {Z} \ltimes (\mathbb {Z} \times \mathbb {Z} )} par le sous-groupe normal {\displaystyle p\mathbb {Z} \ltimes (p\mathbb {Z} \times p\mathbb {Z} )}. Comme p est impair, ce sous-groupe est constitué des puissances p-ièmes d'éléments du groupe. Une présentation de {\displaystyle H_{3}({\rm {F}}_{p})} (déduite de celle de {\displaystyle H_{3}(\mathbb {Z} )} ci-dessus) est donc donnée par trois générateurs {\displaystyle x,y,z} et les relations : {\displaystyle z=xyx^{-1}y^{-1}}, {\displaystyle xz=zx}, {\displaystyle yz=zy} et {\displaystyle x^{p}=y^{p}=z^{p}=1}.
L'exposant de {\displaystyle H_{3}({\rm {F}}_{p})} est p.

### Casp= 2
Le groupe {\displaystyle H_{3}({\rm {F}}_{2})} est isomorphe au groupe diédral D8. En effet, il est d'ordre 8 et engendré par les images {\displaystyle {\overline {x}},{\overline {y}}} des générateurs {\displaystyle x,y} de {\displaystyle H_{3}(\mathbb {Z} )}, ou encore par {\displaystyle \sigma :={\overline {x}}}, d'ordre 2 et {\displaystyle \tau :={\overline {x}}{\overline {y}}}, d'ordre 4, qui vérifient {\displaystyle \sigma \tau \sigma ^{-1}=\tau ^{-1}.}